# (99979) 1981 EE16
(99980) 1981 EE16 es un asteroide perteneciente al cinturón de asteroides descubierto por Schelte John Bus el 1 de marzo de 1981 desde el Observatorio de Siding Spring.

## Designación y nombre
Designado provisionalmente como 1981 EE16.

## Características orbitales
1981 EE16 está situado a una distancia media de 2,539 ua, pudiendo alejarse un máximo de 3,007 ua y acercarse un máximo de 2,072 ua. Tiene una excentricidad de 0,183.

## Características físicas
Este asteroide tiene una magnitud absoluta de 16,7.